# Droga krajowa nr 168 (Kostaryka)
Droga krajowa nr 168 (hiszp. Ruta Nacional Secundaria 168/Ruta 168) – jedna z dróg krajowych w Kostaryce. Znajduje się ona w prowincji Puntarenas.

## Opis
W prowincji Puntarenas droga krajowa nr 168 przebiega przez kanton Oso (przez dystrykt Puerto Cortés).